# منطقه برونگ-آهافو
استان بارونگ-آهافو (به لاتین: Brong-Ahafo Region) یک استان در غنا است که در مرکز این کشور واقع شده‌است.

## خصوصیات
استان بارونگ-آهافو ۳۹٬۵۵۷ کیلومترمربع مساحت و ۲٬۳۱۰٬۹۸۳ نفر جمعیت دارد.